# Desastre da mina Listvyazhnaya

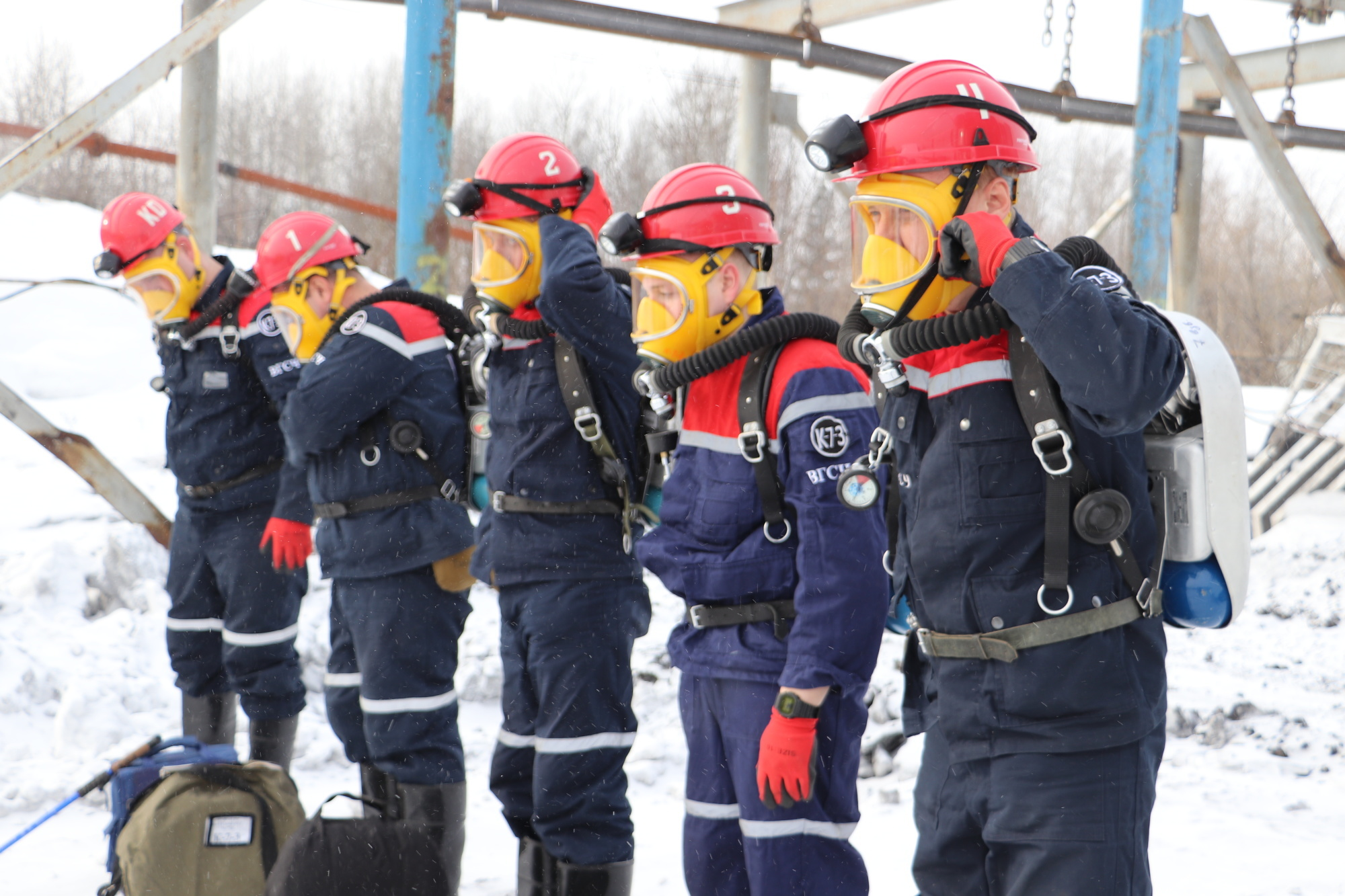
Equipe de socorristas após o acidente

O desastre da mina Listvyazhnaya foi um acidente de mineração que ocorreu em 25 de novembro de 2021 em uma mina de carvão em Kemerovo Oblast, na Rússia. A fumaça de um incêndio em um duto de ventilação asfixiou mais de 40 mineiros. Uma tentativa fracassada de resgatar os mineiros presos resultou na morte de pelo menos cinco equipes de resgate quando a mina explodiu. É o acidente de mina mais mortal na Rússia desde a explosão da mina Raspadskaya em 2010 na mesma região.

## Contexto
A mina Listvyazhnaya faz parte da SDS-Holding, que é propriedade da Siberian Business Union. De acordo com a mídia local, em 2004, uma explosão de metano na mesma mina causou 13 mortes. Em 2016, após o desastre da mina de Vorkuta, as autoridades russas avaliaram a segurança de 58 minas de carvão no país e declararam que 34% delas como potencialmente inseguras. Os relatos da mídia afirmam que Listvyazhnaya não estava entre elas.
De acordo com o meio de comunicação Interfax, a última inspeção da mina Listvyazhnaya ocorreu em 19 de novembro. Após o acidente, os policiais afirmaram que os mineiros já haviam reclamado sobre os altos níveis de metano na mina. Parentes das vítimas também alegaram que havia ocorrido um incêndio na mina dez dias antes.

## Acidente
O incidente aconteceu depois que a poeira de carvão de um poço de ventilação pegou fogo, resultando em uma explosão que encheu a mina de fumaça. Onze mineiros foram encontrados mortos imediatamente. Muitos outros mineiros conseguiram escapar imediatamente após o incidente; no entanto, dezenas de outros permaneceram presos. Quarenta e nove dos sobreviventes foram transportados para hospitais, alguns deles com sinais de intoxicação por fumaça, com quatro em estado crítico. Cinco socorristas morreram quando a mina explodiu durante uma tentativa fracassada de alcançar os mineiros presos e outros 17 ficaram feridos. As operações de resgate foram posteriormente suspensas após a detecção de altos níveis de metano nas minas, aumentando a chance de uma explosão. As operações foram retomadas posteriormente e mais 35 mineiros foram encontrados mortos, elevando o número de mortos para 51. Um dia depois, um socorrista que estava desaparecido foi encontrado vivo. Ele estava consciente quando foi encontrado e foi hospitalizado com envenenamento moderado por monóxido de carbono.

## Rescaldo
Após o desastre, o Comitê Investigativo da Rússia lançou uma investigação criminal sobre potenciais violações de segurança. Três pessoas, incluindo o diretor da mina, seu vice e o gerente do local, foram presas. A polícia da Sibéria também prendeu dois inspetores de segurança do estado. O presidente Vladimir Putin expressou suas condolências às famílias das vítimas. Kemerovo declarou três dias de luto. O chefe do Sindicato dos Mineiros Independentes da Rússia, Alexander Sergeyev, culpou o acidente pela falta de cuidado com as regras de segurança por parte dos proprietários e da administração das minas.